# Sóskút
Sóskút é um município da Hungria, situado no condado de Peste. Tem 27,67 km² de área e sua população em 2015 foi estimada em 3.329 habitantes.